# Bukowinadeutsche

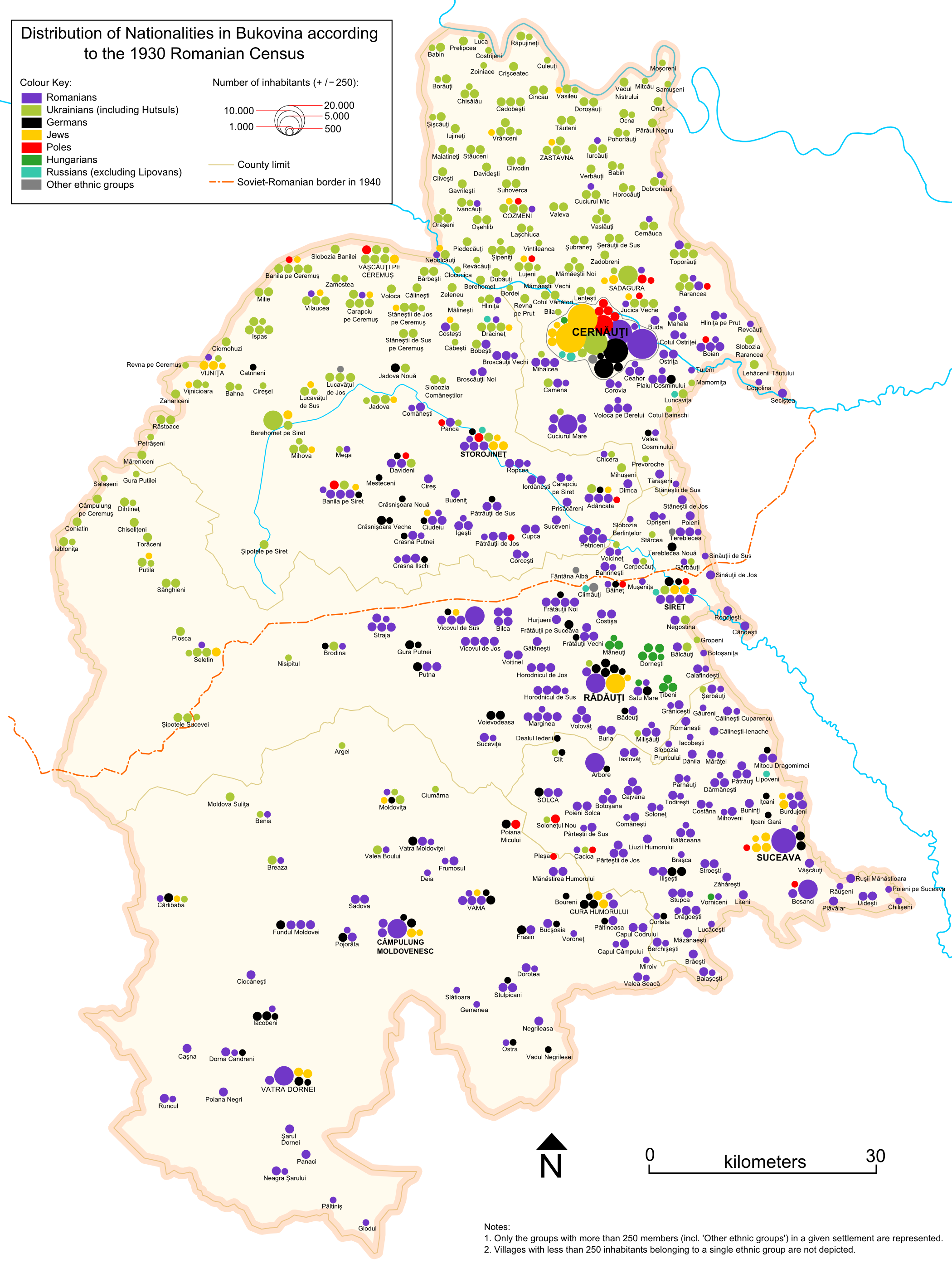
Verbreitung der Buchenlanddeutschen in der Bukowina (schwarze Punkte), 1930. In den Dörfern der südwestlichen Karpatentäler lebten meist Zipser (von den Zips), in den Tälern östlicher und nördlicher meistens Deutschböhmen aus dem Böhmerwald und in den Flachlanddörfer im Osten und Norden meist Pfälzer, Schwaben und Franken. Die Deutschen der Städte waren vielfältiger regionaler Herkunft, dialektologisch nicht eindeutig zuzuordnen.

Die Bukowinadeutschen (rumänisch Germani bucovineni oder Nemți bucovineni, ukrainisch Буковинські німці Bukovynsʹki nimtsi) oder Buchenlanddeutschen sind eine zur deutschsprachigen Minderheit der Rumäniendeutschen und Ukrainedeutschen zählende Volksgruppe, die von etwa 1780 bis 1940 hauptsächlich in der historischen Landschaft Bukowina lebten. Heute sind sie bis auf wenige Einzelpersonen dort kaum noch vertreten. In ihrer rund 150-jährigen Geschichte lebten die Bukowinadeutschen überwiegend in ländlichen Gebieten (als Bauern oder Handwerker, sowohl im Tiefland als auch im Hochland der Bukowina), sie waren jedoch während der österreichisch-ungarischen Zeit auch in bestimmten Städten die erste ethnische Gruppe (neben ihnen wurde auch eine beträchtliche Anzahl deutschsprachiger Juden als Deutsche erfasst). In der Vergangenheit bildeten die Bukowinadeutschen an bestimmten Orten Sprachinseln, wo sie in großer Zahl in der Bukowina lebten und mehrere Dialekte der deutschen Sprache sprachen.

## Siedlungen
Die zugewanderten Deutschen verteilten sich nicht gleichmäßig auf die Bukowina, sondern tendierten zur Gründung eigener Orte oder Ortsteile. Solche Gemeinden sind unter anderem Karlsberg (Gura Putnei), Fürstenthal (Voievodeasa, volkstümlich: Fișîntal), Jakobeny (Iacobeni) und Buchenhain (Poiana Micului). In den meisten Dörfern und Städten bildeten sie eigene Kolonien und Ortsteile, meist unter weitgehender Beibehaltung des ursprünglichen, meist rumänischen Ortsnamens, wie Deutsch-Badeutz (Bădeuți) oder Deutsch Altfratautz (Frătăuții Vechi). Schließlich siedelte sich ein beträchtlicher Teil der Einwanderer in den Städten an (darunter Czernowitz, Radautz, Suczawa, Gurahumora, Dorna Watra, Sereth und Kimpolung).

## Geschichte

### Vorläufer im Mittelalter bis 17. Jahrhundert
Laut dem 1880 in Warschau erschienenen „Geographischen Wörterbuch des Königreichs Polen und anderer slawischer Staaten“  errichtete der Deutsche Orden auf einem Hügel bei Siret (Sereth) im Hochmittelalter zu Beginn des 13. Jahrhunderts eine Festung, deren Gründungsdatum aber unbekannt ist. Der frühe Regionalhistoriker Victor Prelicz (ursprünglich aus Iacobeni) glaubte, dass die Festungen von Suceava, Neamț (im Westmoldau) und eine in der Nähe von Czernowitz von Rittern des Deutschen Ordens auch erbaut wurden.
Vom 14. bis ins 17. Jahrhundert existierte auch eine kleine Gruppe deutscher Handwerker und Kaufleute aus der Siedlergruppe der Siebenbürger Sachsen im Fürstentum Moldau. Diese deutschen Kolonisten kamen nach Moldau, um die ungarischen Positionen außerhalb der Karpaten zu stärken und auch aus wirtschaftlichen Gründen. Die Siedler stellten damals einen wichtigen Wirtschaftsfaktor in der Region dar. Baia (lateinisch Civitas Moldaviensis), die erste mittelalterliche Hauptstadt Moldaus (heute im Kreis Suceava), wurde auch von Siebenbürger Sachsen oder auch mittelalterlichen deutschsprachigen Bewohnern Galiziens (siehe Walddeutsche) bewohnt. Die Deutschen waren auch an der Gründung von Suceava (deutsch Sedschopff, Sotschen oder Suczawa) beteiligt, der chronologisch dritte Hauptstadt des Fürstentums Moldau (nach Baia und Siret). Außerdem galt im Mittelalter in der Stadt Suceava das Magdeburger Recht, ein Stadtrecht deutscher Art. Dieses Stadtrecht wurde auch in Câmpulung Moldovenesc (Kimpolung), in Siebenbürgen in Hermannstadt (Sibiu) sowie in Bistrița (Bistritz) angewendet. Von allen Städten der mittelalterlichen Bukowina war Siret (lateinisch Civitas Sereth) jedoch die erste Stadt, in der das Magdeburger Stadtrecht galt. Sie gingen im Verlauf des 17. Jahrhunderts vollständig in der ethnischen Gruppe der Tschangos auf.

### Habsburgische Herrschaft

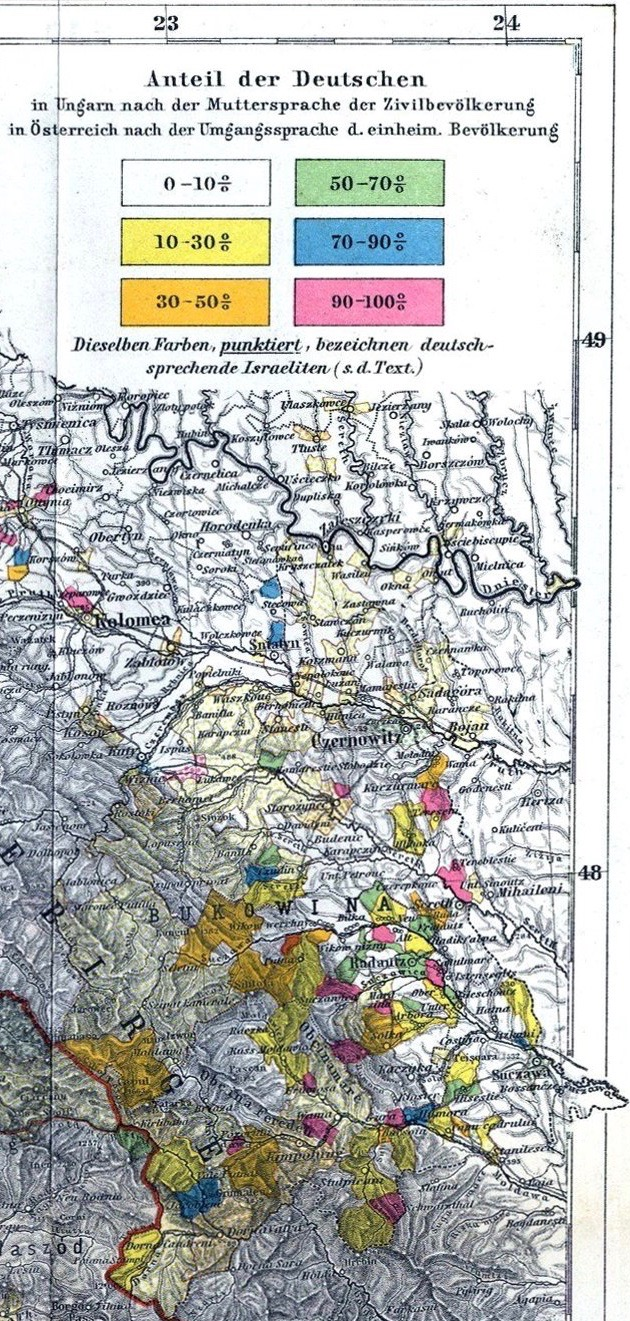
Siedlungsgebiete der Bukowinadeutschen (1890)

Im Jahr 1775 erwarb im Frieden von Kütschük Kainardschi die Habsburgermonarchie vom Osmanischen Reich das überwiegend von Rumänen, aber auch Minderheiten von Huzulen, Lipowanern und Armeniern besiedelte Gebiet der nordwestlichen Moldau, das seitdem Bukowina oder Buchenland genannt wird.
In den Folgejahren setzte unter der habsburgischen Herrschaft eine planmäßige, aber in Teilen auch spontane Ansiedlung von deutschen Handwerkern und Bauern in bestehende Ortschaften ein. Die Umsiedler stammten aus der oberungarischen Zips (Zipser Sachsen), dem Banat, Galizien (Protestanten), der Rheinpfalz, aus den badischen und hessischen Fürstentümern sowie aus verarmten Regionen des Böhmerwaldes. Bevölkerungszuwachs und Landmangel führten zur Gründung von Tochtersiedlungen in Galizien, Bessarabien und der Dobrudscha.
Das sich entwickelnde deutsche Bürgertum in der Bukowina gehörte im 19. Jahrhundert zur geistigen und politischen Elite des Landes. Amts- und Bildungssprache waren überwiegend das Deutsche, das besonders von den Oberschichten übernommen wurde.
Nach 1840 führte Landmangel zur Verelendung auch der bukowinadeutschen bäuerlichen Unterschichten, weswegen ein Teil von ihnen nach 1850 in die Vereinigten Staaten und nach Kanada auswanderte.
Von 1849 bis 1851 und von 1863 bis 1918 war die Bukowina als Herzogtum Bukowina eines der Kronländer innerhalb der habsburgischen Monarchie, dem Kaisertum Österreich und ab dem österreichisch-ungarischen Ausgleich 1867 in der österreichischen Reichshälfte „Cisleithanien“. Im Vergleich mit den anderen österreichischen Kronländern blieb die Bukowina eine vornehmlich Rohstoffe liefernde, eher unterentwickelte Provinz an der Peripherie des Reiches.
1875 wurde die Universität Czernowitz gegründet. Die östlichste deutschsprachige Universität bestand als solche bis 1920.
1910/11 kam es zum „Bukowiner Ausgleich“, einer politischen Übereinkunft zwischen den in der Bukowina lebenden Völkern in den Fragen der Selbstverwaltungsorgane und der politischen Vertretung im Landtag. Bei der Volkszählung von 1910 stellten die Deutschen etwa 21 % der Bevölkerung,
wobei die sich zum Deutschtum bekennenden Juden mit 13 % eingerechnet waren.
Während des Ersten Weltkrieges behielt die Gesamtbevölkerung der Bukowina grundsätzlich ihre Loyalität zur österreich-ungarischen Monarchie bei.

### Rumänische Herrschaft

Schülerverbindung Saxonia in Czernowitz (1922)

Nach dem Ende des Ersten Weltkriegs und der Auflösung Österreich-Ungarns wurde die Bukowina 1918–1919 dem Königreich Rumänien angegliedert. Die Bukowinadeutschen blieben – wie viele andere Volksgruppen im neu entstandenen Großrumänien – nach 1918 weiterhin eine nationale Minderheit. In der Folge wurden Rumänisierungsmaßnahmen gegen nichtrumänische Vereine, Kultureinrichtungen und Schulen durchgeführt. Die politischen Vertreter der Deutschen suchten finanzielle und politische Hilfe im Deutschen Reich. Zahlenmäßig stellten die Bukowinadeutschen laut der rumänischen Volkszählung von 1930 die größte ethnische Gruppe in Gura Humorului (dt. Gura Humora) dar.
Mit der Machtergreifung Hitlers 1933 griffen nationalsozialistische Ideen auch auf die Bukowina über. Analog der Entwicklung bei den Bessarabiendeutschen im benachbarten Bessarabien bildete sich eine Erneuerungsbewegung, die eine völkische Erweckung anstrebte, Deutschland idealisierte und antikommunistisch ausgerichtet war. Ein Nährboden dieser Bewegung war die Diskriminierung von Minderheiten durch die Rumänisierungspolitik. Anfangs widersetzten sich einige bukowinadeutsche Vereine und Organisationen der „Erneuerungsbewegung“. Trotzdem entstand bei den Bukowinadeutschen spätestens ab 1938 eine pro-reichsdeutsche Stimmung.

### Deutsch-sowjetischer Nichtangriffspakt 1939
Als 1939 Deutschland mit der Sowjetunion vor Ausbruch des Zweiten Weltkriegs den deutsch-sowjetischen Nichtangriffspakt abschloss, wurde – ohne dass die Betroffenen etwas davon wussten – das Ende der Deutschen in der Bukowina besiegelt. In einem geheimen Zusatzprotokoll wurde vereinbart, dass Bessarabien bei einer territorialen Neuordnung in Osteuropa an die UdSSR fallen und die deutschen Bevölkerungsgruppen gemäß dem ebenfalls 1939 geschlossenen Deutsch-Sowjetischen Grenz- und Freundschaftsvertrag auf freiwilliger Basis umgesiedelt werden sollten. Neben den bessarabischen Gebieten besetzten die sowjetischen Truppen im Juni 1940 – entgegen dem Abkommen – auch die Nord-Bukowina.

### Umsiedlung 1940

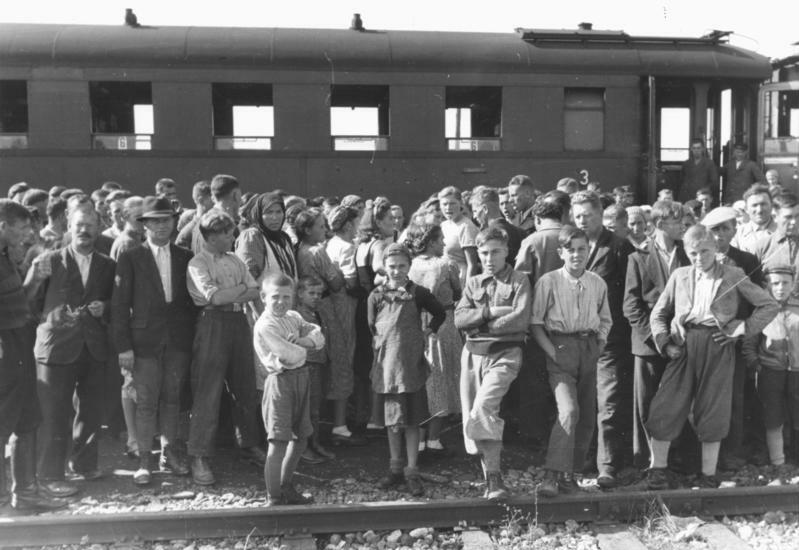
Bukowina- und Bessarabiendeutsche Umsiedler am Bahnhof Graz Puntigam, November 1940

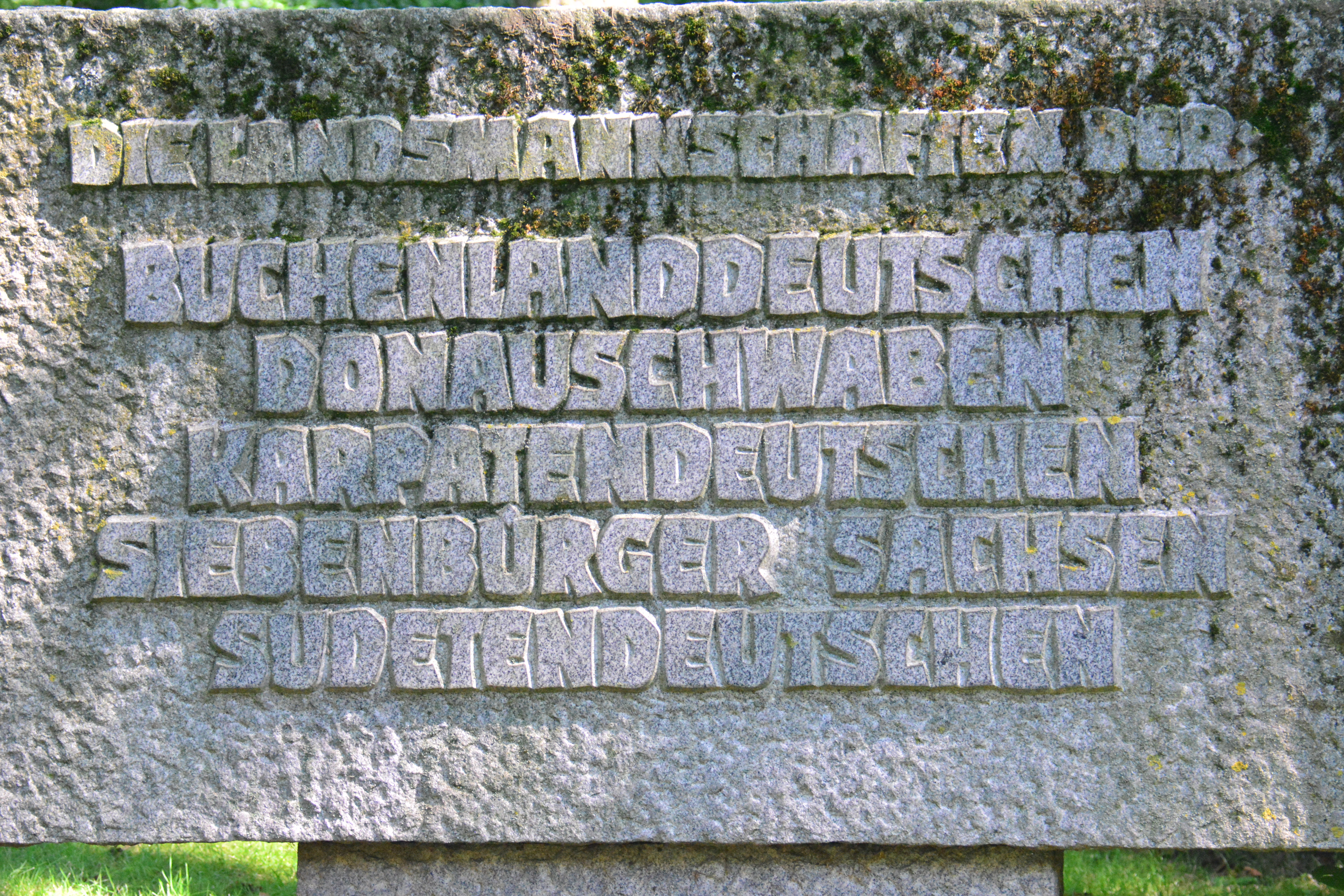
Denkmal für Vertriebene, Linz, 2016

Im Juli 1940 begannen deutsch-sowjetische Verhandlungen über die Umsiedlung der Volksdeutschen, die zum deutsch-sowjetischen Staatsvertrag über die Umsiedlung der Volksdeutschen aus Bessarabien und Nord-Bukowina vom 5. September 1940 führten. Dem Umsiedlungsangebot im Herbst 1940 unter dem Motto Heim ins Reich schloss sich bis Ende Oktober fast die gesamte deutsche Bevölkerung (auch die in der rumänisch gebliebenen Südbukowina wohnende) an. Es handelte sich um rund 89.000 Volksdeutsche, wobei etwa 7.000 aus der Südbukowina die Umsiedlung ablehnten. Der Transport erfolgte mit der Eisenbahn, so dass die mitzunehmende Gepäckmenge gering war. Nach einem Aufenthalt in Lagern im Deutschen Reich wurden die Umsiedler vor allem im besetzten Polen angesiedelt, wo sie häufig mit enteigneten Höfen entschädigt wurden. Nach dem deutschen und rumänischen Überfall auf die Sowjetunion im Juni 1941 stand die gesamte Bukowina unter rumänischer Verwaltung.

### Flucht 1944 und Neuanfang

Flagge der Bukowinadeutschen

Als 1944/45 die Ostfront näher rückte, flohen die in den polnischen Gebieten angesiedelten Bukowinadeutschen wie die übrige dort lebende deutsche Bevölkerung nach Westen. Nach 1945 siedelten die noch rund 7.500 in der Bukowina verbliebenen Deutschen in die Bundesrepublik Deutschland aus. Die Existenz der deutschen Volksgruppe in der Bukowina gehört damit bis auf wenige Einzelpersonen der Vergangenheit an.
Eine statistische Auswertung der Heimatortskartei ergab 1964, dass noch rund 69.000 Menschen von etwa 89.800 aus der Bukowina umgesiedelten Personen lebten. Die Verluste der Wehrmacht der Volksgruppe betrugen etwa 3.500 Personen. Etwa 52.000 Angehörige der Volksgruppe lebten 1964 im damaligen Westdeutschland und rund 2.300 im damaligen Ostdeutschland.
Viele ließen sich in München nieder. In eigenen Siedlungen lebten Bukowinadeutsche in Stuttgart-Büsnau, Darmstadt, Salzgitter-Lebenstedt, Treuchtlingen, Wemding, Marxheim und Kirchheimbolanden. In der Nachkriegszeit integrierten sich die Bukowinadeutschen, wie auch andere Heimatvertriebene, in die Bundesrepublik Deutschland oder die ehemalige Deutsche Demokratische Republik (DDR). Ein Teil wanderte nach Übersee aus, so zum Beispiel nach Kanada oder in die Vereinigten Staaten.
Da die Bukowinadeutschen ihr Eigentum 1940 in der Bukowina zurückgelassen hatten und in der Zeit des Nationalsozialismus keine Entschädigung erhalten hatten, nahmen sie ab 1952 am Lastenausgleich teil. Das bot einen teilweise finanziellen Ersatz.
2011 lebten im Kreis Suceava 717 Deutsche; 2021 wurden hier noch 475 Deutsche vermerkt. Die meisten der im Stadtgebiet verbliebene Bukowinadeutsche leben in Suceava und Rădăuți. In der Kirche des Heiligen Johannes von Nepomuk in Suceava werden die Gottesdienste teilweise noch auf Deutsch abgehalten. Im August 2016 fand in Suceava die sechzehnte Ausgabe des Treffens der Bukowinadeutschen statt.

## Historische Bevölkerung

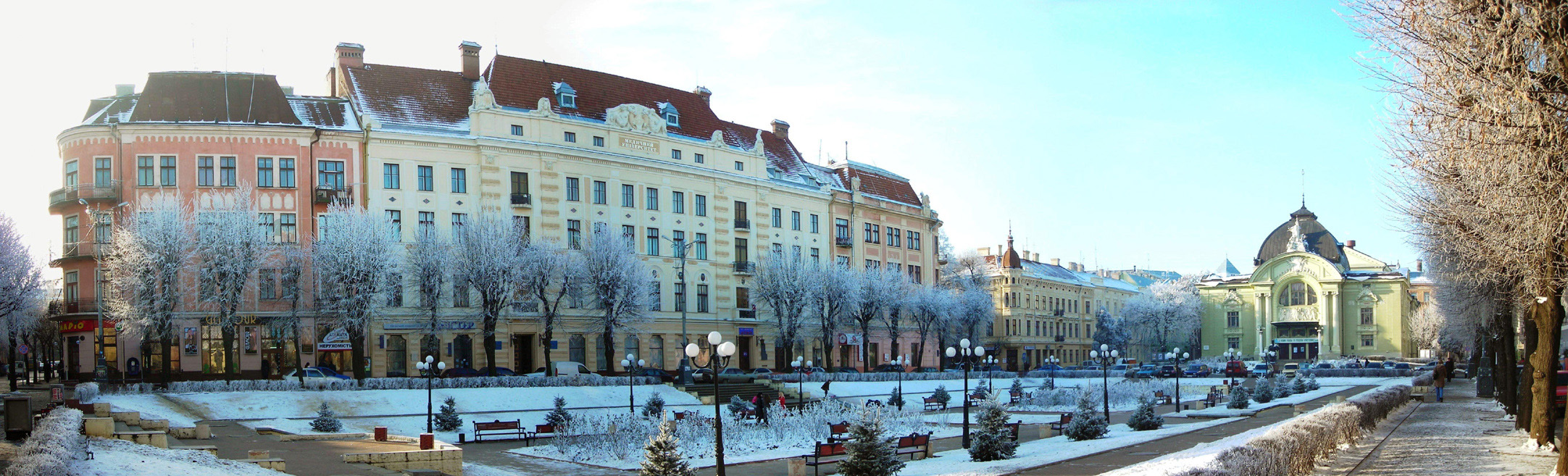
Czernowitz war früher die Stadt in der Bukowina mit der größten städtischen Gemeinde von Bukowinadeutschen. Heute liegt sie in der nördlichen Bukowina in der Ukraine und hat eine sehr kleine Gemeinde von Bukowinadeutschen.

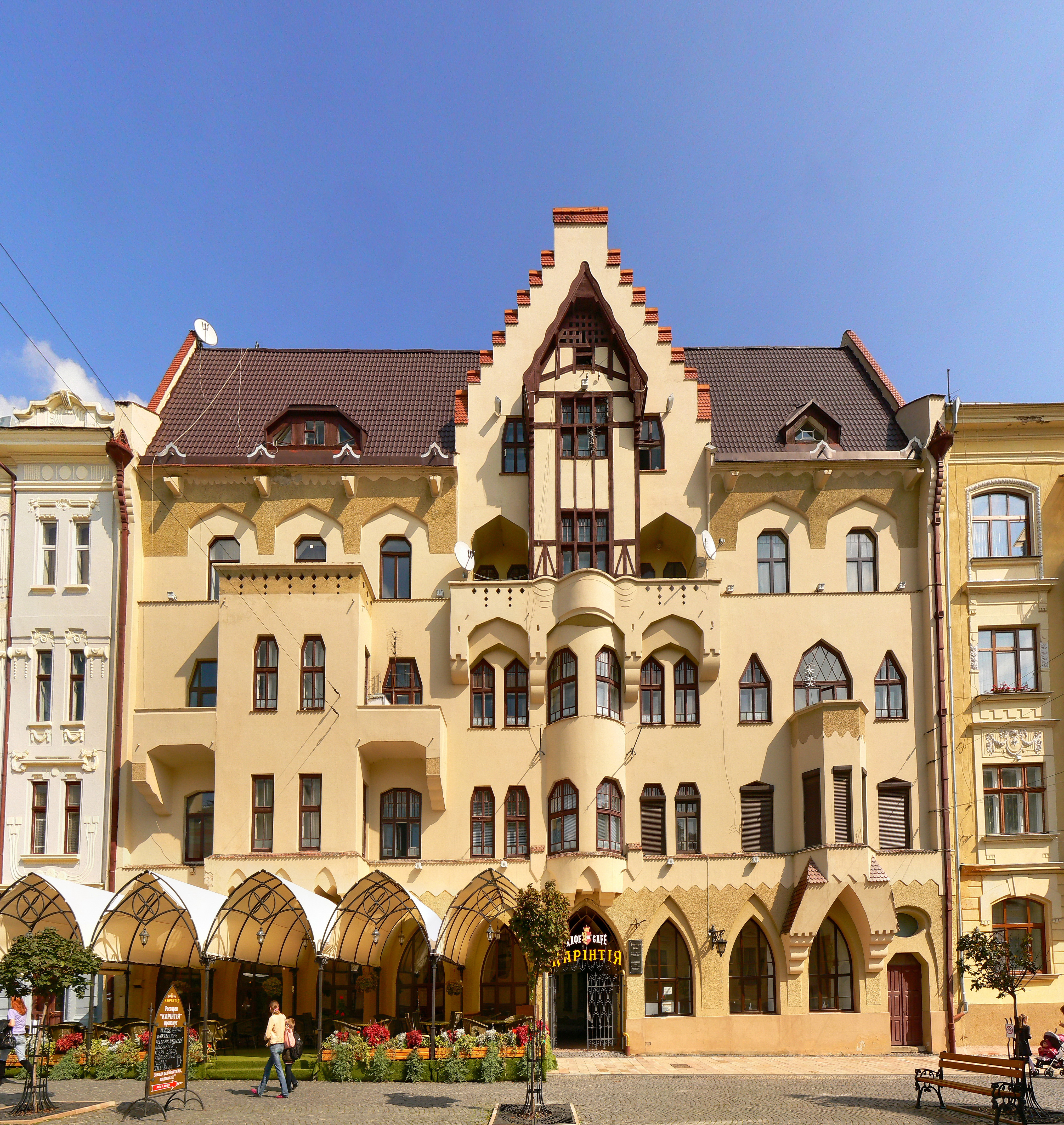
Das deutsche Haus in Czernowitz, erbaut mit Spenden der Bukowinadeutschen im Jahr 1910

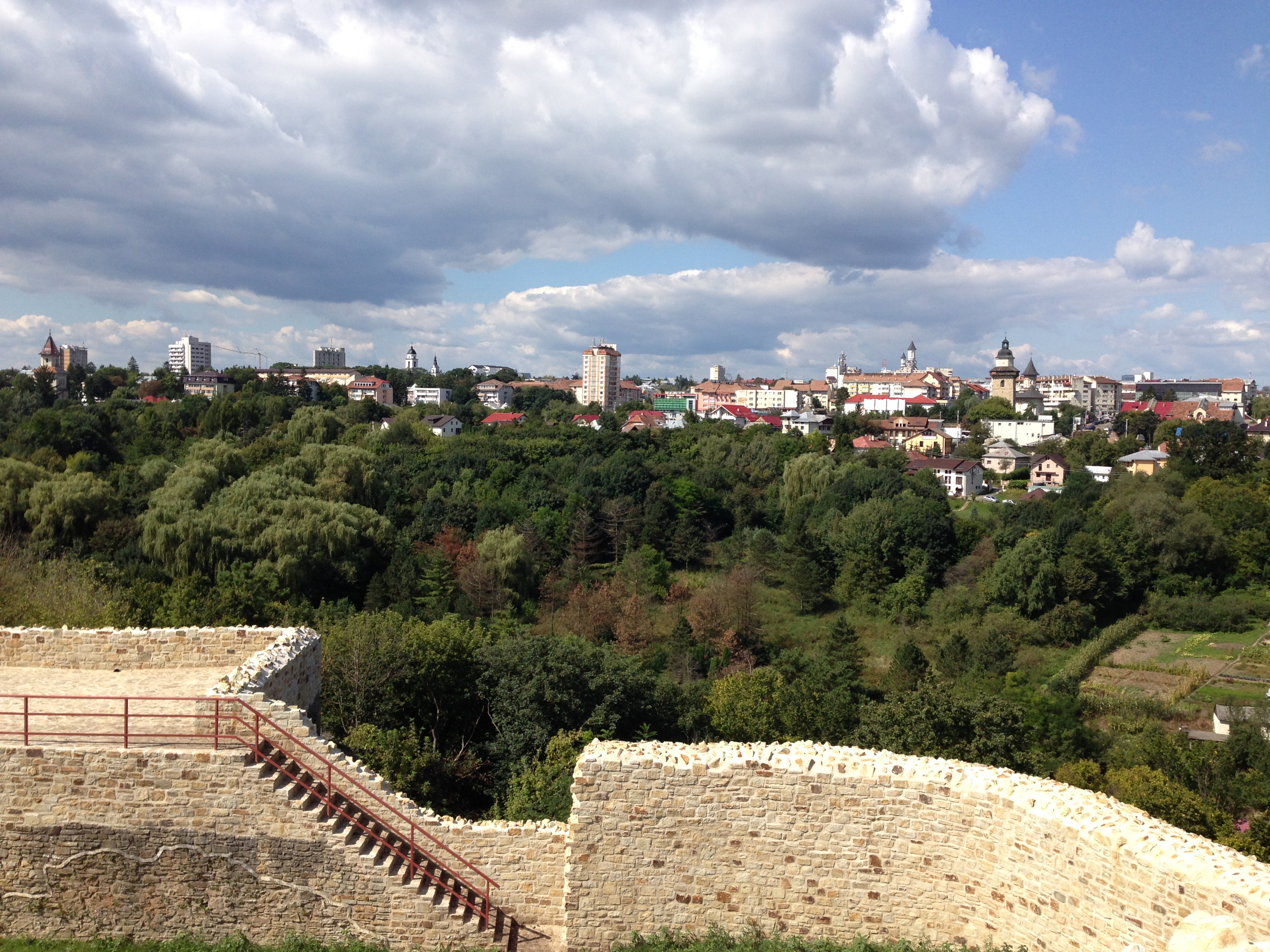
Suceava ist die Stadt in der Südbukowina mit dem größten Anteil von Bukowinadeutschen.

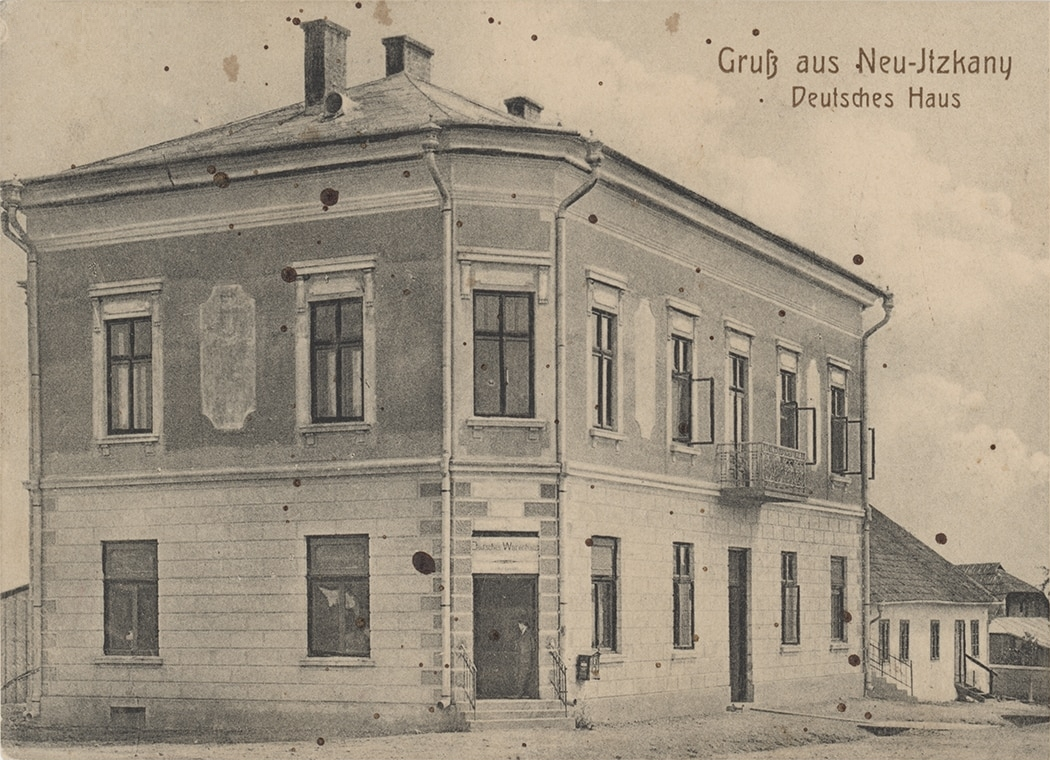
Das deutsche Haus in Neu-Itzkany, heute Ițcani, ein Stadtteil von Suceava (Foto frühes 20. Jahrhundert); Laut der rumänischen Volkszählung von 1930 betrug der Anteil der Bukowinadeutschen in Ițcani etwa 45 %, was sie zu dieser Zeit zur größten Volksgruppe in dieser Ortschaft machte.

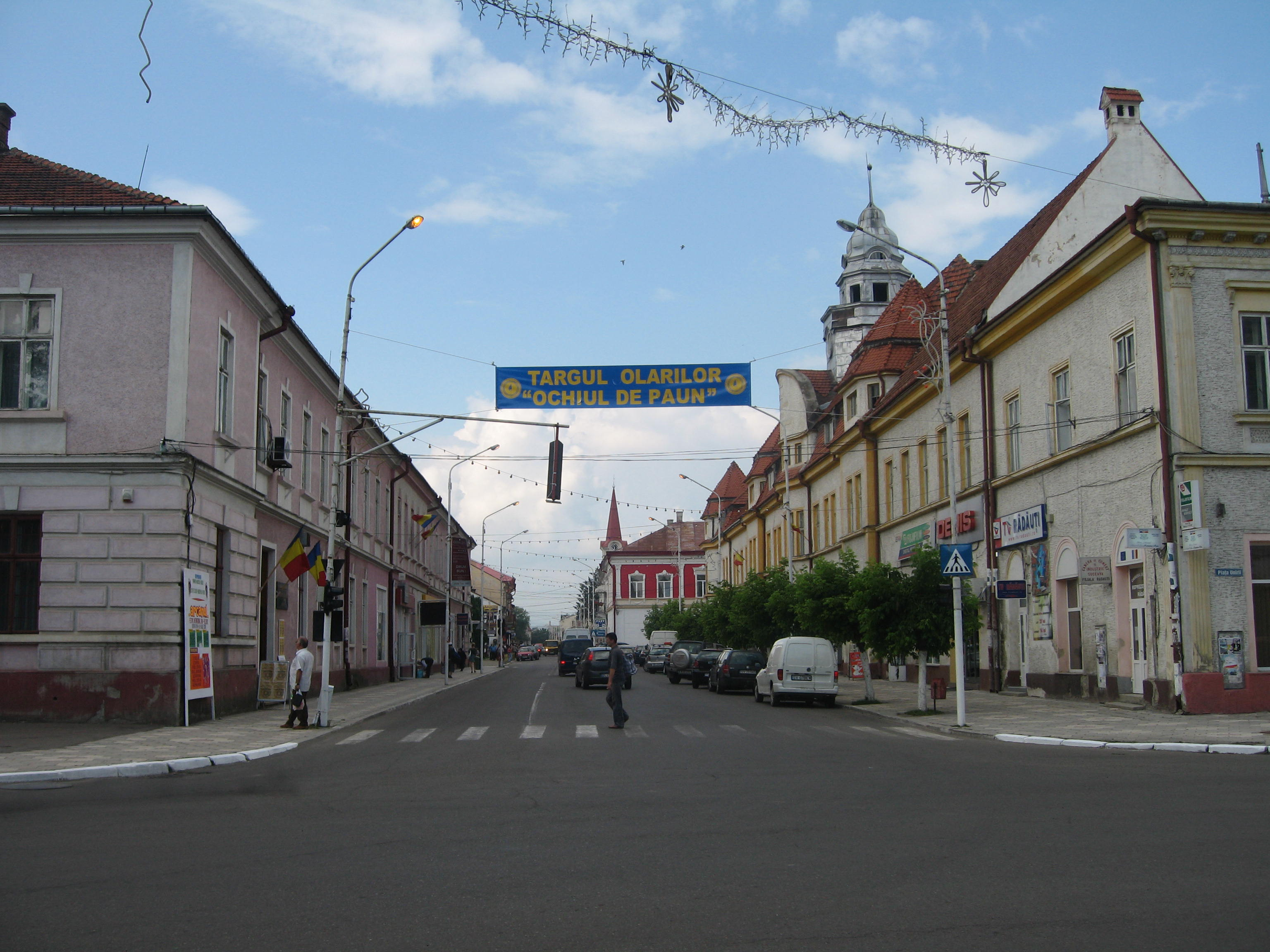
Rădăuți, die Stadt in der südlichen Bukowina, in der derzeit die zweitgrößte Gemeinde der Bukowinadeutschen lebt

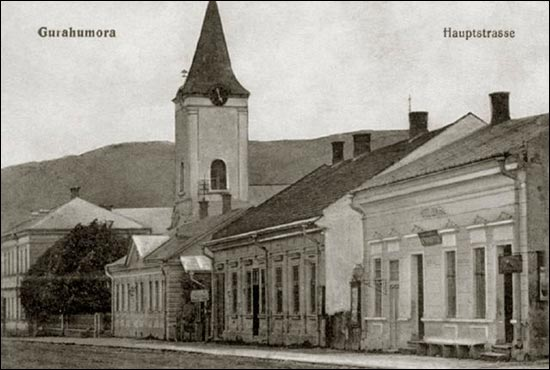
In Gura Humorului, einer Stadt in der südlichen Bukowina, waren die Bukowinadeutschen laut der rumänischen Volkszählung von 1930 im Königreich Rumänien die zahlenmäßig größte ethnische Gruppe.

Im Laufe der Zeit veränderte sich die Bevölkerungszahl der Bukowinadeutschen je nach äußeren geopolitischen Rahmenbedingungen. Zahlenmäßig erreichte die Bevölkerung der Bukowinadeutschen ihren Höhepunkt während des Königreichs Rumänien. In der historischen Landschaft Bukowina lebt heutzutage die überwiegende Mehrheit der Bukowinadeutschen in der Südbukowina (vertreten durch den Kreis Suceava in Rumänien). Eine kleine Gemeinde von Deutschen lebt auch in der Oblast Tscherniwzi (Czernowitz) in der nördlichen Bukowina in der Ukraine mit 179 Personen bis 2021. Im Jahr 2002 sollen noch rund 500 Deutsche in der Oblast Tscherniwzi gelebt haben. Im Jahr 1991 lebten in der Oblast Tscherniwzi in der nördlichen Bukowina 9.000 Deutsche. Konfessionell waren die Bukowinadeutschen katholisch, es gab jedoch einen bedeutenden Teil, der evangelisch-lutherisch war. Johann Proschinger war der letzte deutschstämmige Priester in der Bukowina.
| Jahr | Zahl    | Land |
| ---- | ------- | --- |
| 1773 | 20      | Fürstentum Moldau |
| 1774 | 110     | Habsburgermonarchie und Kaisertum Österreich (bis 1849 und 1860–61 teil von Königreich Galizien und Lodomerien, nach 1849 und 1861 Kronland Bukowina) |
| 1786 | 1.580   | Habsburgermonarchie und Kaisertum Österreich (bis 1849 und 1860–61 teil von Königreich Galizien und Lodomerien, nach 1849 und 1861 Kronland Bukowina) |
| 1791 | 2.700   | Habsburgermonarchie und Kaisertum Österreich (bis 1849 und 1860–61 teil von Königreich Galizien und Lodomerien, nach 1849 und 1861 Kronland Bukowina) |
| 1846 | 25.000  | Habsburgermonarchie und Kaisertum Österreich (bis 1849 und 1860–61 teil von Königreich Galizien und Lodomerien, nach 1849 und 1861 Kronland Bukowina) |
| 1850 | 25.592  | Habsburgermonarchie und Kaisertum Österreich (bis 1849 und 1860–61 teil von Königreich Galizien und Lodomerien, nach 1849 und 1861 Kronland Bukowina) |
| 1857 | 35.934  | Habsburgermonarchie und Kaisertum Österreich (bis 1849 und 1860–61 teil von Königreich Galizien und Lodomerien, nach 1849 und 1861 Kronland Bukowina) |
| 1869 | 41.065  | Österreich-Ungarn (Cisleithanien) |
| 1890 | 50.000  | Österreich-Ungarn (Cisleithanien) |
| 1900 | 69.916  | Österreich-Ungarn (Cisleithanien) |
| 1910 | 73.073  | Österreich-Ungarn (Cisleithanien) |
| 1919 | 68.075  | Königreich Rumänien |
| 1930 | 75.533  | Königreich Rumänien |
| 1940 | 100.000 | Königreich Rumänien |
| 1941 | 7.180   | Ukrainische Sozialistische Sowjetrepublik und Königreich Rumänien (Gouvernement Bukowina)                                                             |
| 1945 | 7.500   | Ukrainische Sozialistische Sowjetrepublik und Königreich Rumänien (Gouvernement Bukowina)                                                             |
| 1956 | 3.981   | Sozialistische Republik Rumänien |
| 1966 | 2.830   | Sozialistische Republik Rumänien |
| 1977 | 2.265   | Sozialistische Republik Rumänien |
| 1991 | 9.000   | Ukraine (Oblast Tscherniwzi) |
| 1992 | 2.376   | Rumänien (Kreis Suceava) |
| 2002 | 1.773   | Rumänien (Kreis Suceava) |
| 2011 | 717     | Rumänien (Kreis Suceava) |
| 2021 | 475     | Rumänien (Kreis Suceava) |

Während der österreichischen Herrschaft stellten die Deutschen in einigen Städten der Bukowina numerisch die größte ethnische Gruppe (wie die folgende Tabelle zeigt). Diese Tabelle, die auf österreichisch-ungarischen Volkszählungen basiert, umfasst neben den Deutschen auch deutschsprachige Juden.
| Jahr der Volkszählung | Stadt        | Zahl              | Land                |
| --------------------- | ------------ | ----------------- | ------------------- |
| 1880                  |              |                   |                     |
| Czernowitz            | 22.720       | Österreich-Ungarn |                     |
| Suczawa               | 5.862        | Österreich-Ungarn |                     |
| Radautz               | 7.364        | Österreich-Ungarn |                     |
| Waschkoutz            | 806          | Österreich-Ungarn |                     |
| Kimpolung             | 1.667        | Österreich-Ungarn |                     |
| Sereth                | 4.433        | Österreich-Ungarn |                     |
| 1890                  | Czernowitz   | Österreich-Ungarn | 27.192              |
| 1890                  | Suczawa      | Österreich-Ungarn | 5.965               |
| 1890                  | Radautz      | Österreich-Ungarn | 8.530               |
| 1890                  | Kimpolung    | Österreich-Ungarn | 2.164               |
| 1890                  | Sereth       | Österreich-Ungarn | 4.346               |
| 1900                  | Czernowitz   | Österreich-Ungarn | 34.441              |
| 1900                  | Suczawa      | Österreich-Ungarn | 6.403               |
| 1900                  | Radautz      | Österreich-Ungarn | 9.522               |
| 1900                  | Kimpolung    | Österreich-Ungarn | 2.853               |
| 1900                  | Sereth       | Österreich-Ungarn | 4.659               |
| 1930                  | Czernowitz   | 16.359            | Königreich Rumänien |
| 1930                  | Suczawa      | 2.009             | Königreich Rumänien |
| 1930                  | Radautz      | 4.615             | Königreich Rumänien |
| 1930                  | Kimpolung    | 1.496             | Königreich Rumänien |
| 1930                  | Sereth       | 1.657             | Königreich Rumänien |
| 1930                  | Gura Humora  | 2.425             | Königreich Rumänien |
| 1930                  | Wama         | 1.579             | Königreich Rumänien |
| 1930                  | Dorna-Watra  | 1.548             | Königreich Rumänien |
| 1930                  | Kotzman      | 114               | Königreich Rumänien |
| 1930                  | Sadagura     | 96                | Königreich Rumänien |
| 1930                  | Zastawna     | 53                | Königreich Rumänien |
| 1930                  | Storoschynez | 655               | Königreich Rumänien |
| 1930                  | Waschkiwzi   | 58                | Königreich Rumänien |
| 1930                  | Wyschnyzja   | 69                | Königreich Rumänien |
| 1930                  | Solka        | 748               | Königreich Rumänien |

## Heutige Organisation

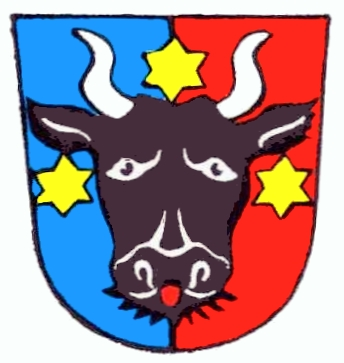
Wappen der ehemaligen Landsmannschaft der Buchenlanddeutschen

1949 gründeten die Bukowinadeutschen in München die Landsmannschaft der Buchenlanddeutschen, die ihren Sitz in Augsburg hatte und bis 2020 bestand.
Das Demokratische Forum der Deutschen in Rumänien (DFDR/FDGR) versteht sich heute als politische Vertretung der Bukowinadeutschen und anderer deutschsprachiger Gruppen im heutigen Rumänien, das für die Bukowina seinen Sitz in Suceava hat. Im Gegensatz zu anderen Regionalforen des DFDR nimmt die Ortsorganisation in der Stadt und Kreis Suceava an Wahlen nicht mehr teil. Daneben besteht noch der Verein der Buchenlanddeutschen Radautz.

## Persönlichkeiten
- Ludwig Adolf Staufe-Simiginowicz (1832–1897), Lehrer und Dichter
- Joseph Weber (1846–1918), römisch-katholischer Erzbischof
- Raimund Friedrich Kaindl (1866–1930), Historiker
- Anton Keschmann (1870–1947), Politiker
- Alfred Kohlruß (1875–1935), Politiker und Jurist
- Friedrich Poppenberger (1904–1992), Rechtsanwalt und Journalist
- Lothar Rădăceanu (1899–1955), Politiker
- Alfred Eisenbeisser (1908–1991), Sportler
- Victor Schlötzer (1923–1989), Maler
- Elisabeth Axmann (1926–2015), Schriftstellerin
- Hugo Weczerka (1930–2021), Historiker
- Roland Links (1931–2015), Germanist
- Kurt Rein (1932–2018), Linguist und Didaktiker
- George Ostafi (1961–2019), Maler und Grafiker
- Erich Beck (* 1929), Schriftsteller und Gelehrter der Kultur der Bukowina, Ehrendoktorwürde der „Ștefan cel Mare“ Universität Suceava (USV)[41][42]
- Marcell Schweitzer (* 1932), Wirtschaftswissenschaftler
- Otto Babiasch (* 1937), Sportler
- Stefan Hantel (* 1968), Musiker